# Perichorese
Perichorese (altgriechisch περιχώρησις perichóresis, lateinisch circumincessio) ist die vollständige gegenseitige Durchdringung, die zu einer Einheit ohne Verschmelzung führt. 
Der Begriff ist abgeleitet von dem Verb perichorein, was wörtlich herumgehen, durchwandern, durchdringen sowie auf jemanden übergehen bedeutet. Er findet hauptsächlich Verwendung in der christlichen Dogmatik. Er erklärt in der Trinitätstheologie die Einheit der drei göttlichen Personen Vater, Sohn und Heiliger Geist durch die Metapher der gegenseitigen Durchdringung. Es soll die Identität der Personen ausgesagt werden, ohne deren Unterschiede aufzugeben. Das trinitarische Modell von Perichorese verdeutlicht, dass Gottes Wesen beziehungsreich ist. Die Relationalität von Vater, Sohn und Geist ist umfassend und radikal. In der Christologie bezeichnet er die Einung der menschlichen und göttlichen Natur in Jesus Christus.

## Philosophie und Theologie in der Antike

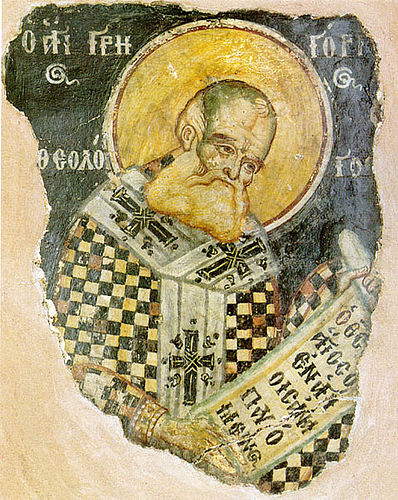
Gregor von Nazianz

Etymologisch besteht das Substantiv perichoresis im Griechischen aus peri, also um etwas herum, und chorea, d. h. schwingen. Es bezeichnet damit eine dynamische Relation. Bereits die stoische Naturphilosophie entwickelte den Gedanken einer Einheit bei gleichzeitiger Integrität der geeinten Gegenstände. Beispiele dafür bildeten das gegenseitige Durchdrungensein in dem Gemisch von Wasser und Wein oder in der Erhitzung von Feuer und Eisen. Der Grundgedanke der Perichorese kann im Verhältnis der Personen Vater und Sohn bis in das Johannesevangelium zurückverfolgt werden, wenn gesagt wird, dass der Vater im Sohn sei und der Sohn im Vater, vgl. Joh 10,38 , 14,11  und  17,21 . Die Christologie hat diese Vorstellung ebenfalls schon früh übernommen, gerade auch in der Metapher vom durchglühten Eisen. Gottheit und Menschheit in Christus bilden eine Einheit, aber sie verschmelzen nicht, vielmehr bewahren sie auch in der Einheit ihre Integrität.
Das Verb perichorein wurde erstmals von Gregor von Nazianz in einem theologischen Kontext verwendet. Für ihn bedeutet die perichoretische Einheit nicht, dass die Hypostasen Vater, Sohn und Heiliger Geist ineinander aufgehen. Denn damit würden sie aufhören zu sein, was sie sind. Gregor von Nazianz beschreibt die dynamische Einheit von den drei Hypostasen her und beginnt mit dem Vater als dem Inbegriff der göttlichen Einheit,

„[...] von dem die anderen ausgehen und zu dem sie zurückkehren, nicht um sich zu vermischen, sondern so, dass sie verbunden sind.“

Das Substantiv perichoresis verdeutlicht dann bei Maximus Confessor, dass die Einheit der Person Jesu Christi mit der Zweiheit der Naturen als wahrer Mensch und als wahrer Gott zu vereinbaren ist, gerade weil sich die beiden Naturen so wie in einem glühenden Schwert Feuer und Eisen gegenseitig und vollständig durchdringen.
Pseudo-Cyrill überträgt später den Gedanken der perichoresis auch auf die Trinität. Mit der gegenseitigen Durchdringung der drei göttlichen Hypostasen Vater, Sohn und Heiliger Geist beschreibt er die Dreieinigkeit als einen Zustand zwischen getrenntem Nebeneinandersein und völliger Verschmelzung.

## Johannes von Damaskus

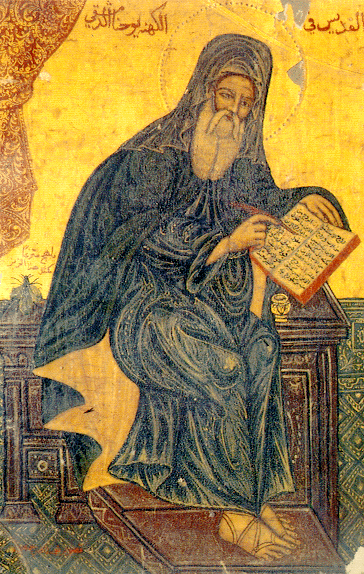
Johannes von Damaskus

Johannes von Damaskus übernahm das Konzept der Perichorese von Pseudo-Cyrill. Vater, Sohn und Heiliger Geist weilen und wohnen nach Johannes ineinander. Sie seien unzertrennlich und unvermischt ineinander, ohne zu verschmelzen oder zu zerfließen. Der Sohn sei im Vater und Geist, der Geist sei im Vater und Sohn und der Vater sei im Sohn und im Geist, ohne dass eine Zerfließung, Verschmelzung oder Vermischung stattfände. Es bestehe Einheit und Identität in der Bewegung. Die drei Personen hätten nur eine Bewegung und nur eine Tätigkeit. Johannes beschrieb eine Identität und  nicht eine Ähnlichkeit: eine Identität der Bewegung und Tätigkeit, des Wesens, der Wirksamkeit des Willens, der Macht, der Kraft und der Güte. Bei aller Identität bestehe aber auch Differenz. Der ungezeugte Vater zeuge den Sohn, der so von ihm unterschieden sei. Er lasse den Geist hervorgehen, der damit von ihm ebenfalls unterschieden sei. Zeugung und Hervorgang seien unterschiedliche Relationen, deshalb seien auch Sohn und Geist unterschieden. Bei Zeugung und Hervorgang handelt es sich um Prinzipalbeziehungen, die nicht raum-zeitlich gedacht werden dürfen, weder um Bewegung, noch um Tätigkeit, Essenz, Wille, Macht oder Kraft. Johannes unterschied zwischen einer sachlichen und einer logisch-begrifflichen Betrachtung:

„Bei allen Geschöpfen wird der Unterschied der Hypostasen sachlich betrachtet. So sind Petrus und Paulus, sachlich betrachtet, voneinander getrennt. Die Gemeinsamkeit aber, die Zusammengehörigkeit und die Einheit werden logisch und begrifflich angeschaut. Denn wir denken mit dem Verstande, dass Petrus und Paulus von derselben Natur sind und eine einzige, gemeinsame Natur haben. [...] Bei der heiligen, überwesentlichen, allerhabenen, unbegreifbaren Dreieinigkeit aber ist es umgekehrt. Denn hier wird das Gemeinsame und Eine sachlich betrachtet wegen der Gleichewigkeit und der Identität des Wesens, der Wirksamkeit des Willens, wegen der Übereinstimmung der Denkweise und der Dieselbigkeit der Macht, der Kraft und der Güte. Ich sprach nicht von Ähnlichkeit, sondern von Identität und Einheitlichkeit der Tätigkeit. Denn es handelt sich um eine Wesenheit, eine Güte, eine Kraft, einen Willen, eine Wirksamkeit, eine Macht, eine und dieselbe, nicht um drei einander ähnliche, sondern um eine und dieselbe Tätigkeit der drei Personen. Eine jede von ihnen besitzt ja nicht weniger Einheit mit der anderen als mit sich selbst, d. h. der Vater und der Sohn und der Hl. Geist sind in allem eins, ausgenommen die Ungezeugtheit, das Gezeugtsein und den Ausgang. Begrifflich aber sind sie unterschieden. Denn wir erkennen einen Gott. Nur in den Eigentümlichkeiten der Vaterschaft, der Sohnschaft und des Ausgangs, hinsichtlich des Prinzipes [d.h. der Ursache] und des Prinzipiierten [d.h. des Verursachten] und der Vollkommenheit der Hypostase, nämlich der Existenzweise, denken wir den Unterschied.“

## Griechisch-orthodoxe Lehre

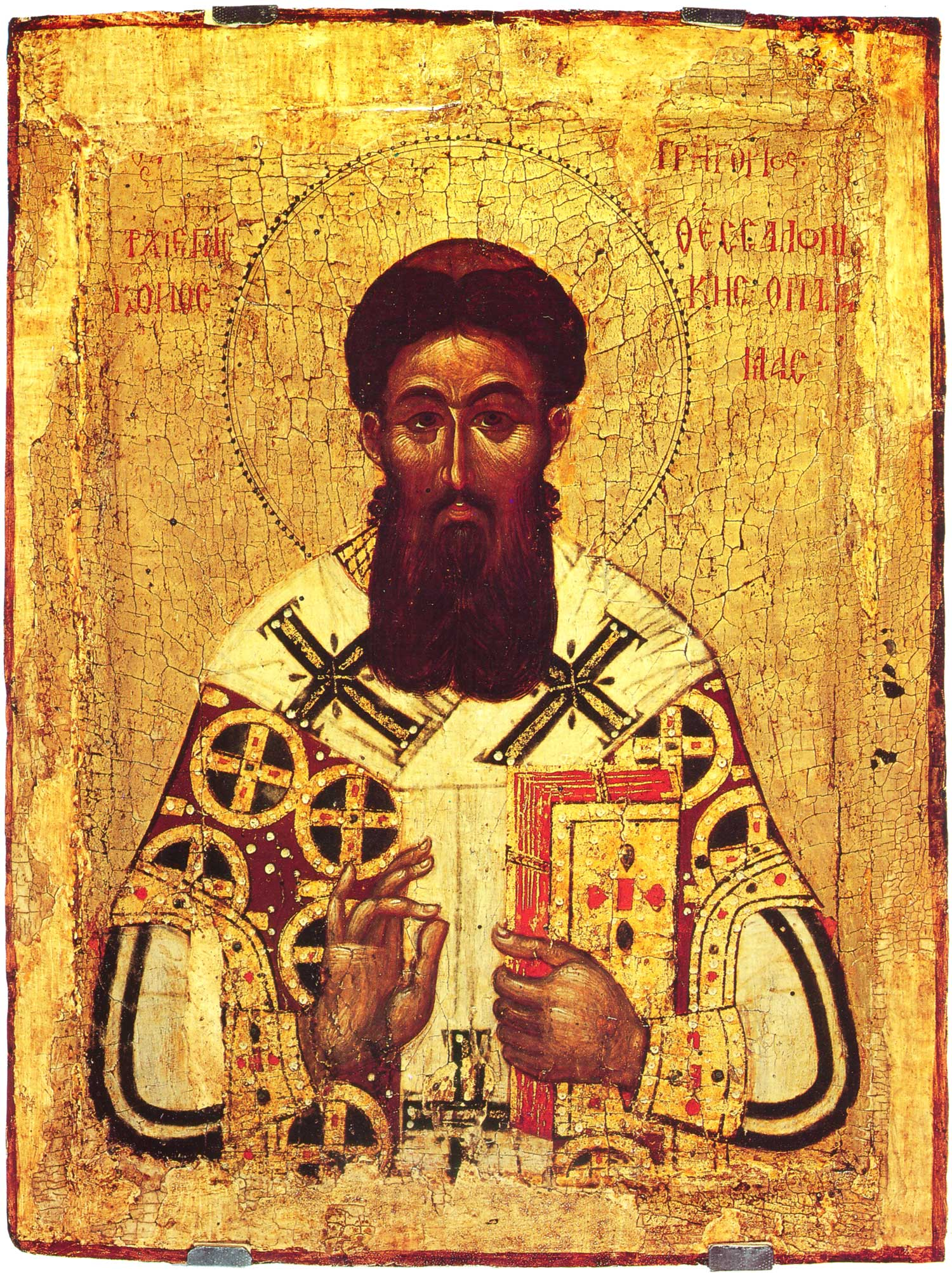
Gregor Palamas

In der griechisch-orthodoxen Tradition wird die Perichorese schließlich auch noch auf das Verhältnis von Mensch und Gott weiter ausgedehnt. Nach Auffassung der griechischen Kirchenväter besteht zwischen Mensch und Gott ein Verhältnis der gegenseitigen Durchdringung. Gott ist in uns und wir sind in Gott im Sinne einer wechselseitigen Teilhabe, bei der Schöpfer und Geschöpf nicht getrennt, aber gleichwohl voneinander unterschieden sind. Die Kreatürlichkeit des Menschen kann nicht überschritten werden. Bei allem Wesensabstand Gottes vom Menschen kann dieser aber über die Erkennbarkeit Gottes hinaus die Gaben des Geistes und die Erleuchtung erfahren und an den göttlichen Eigenschaften teilhaben. Dies ist nicht ein Privileg weniger, sondern grundsätzlich jedem Menschen nach dem Maß seiner persönlichen Hingabe und Berufung möglich. Es kann aber nicht durch eine eigene Leistung erzwungen werden. Die Teilhabe an der anfangslosen Energie als dem eigenen Leben Gottes ist dem Menschen nicht von Natur aus zugänglich, sondern wird als Geschenk verheißen. Dabei ist Gnade die Energie, in der die Selbstmitteilung Gottes an den Menschen und die Teilhabe des Menschen an Gott ausgedrückt wird. Die Teilhabe an Gott wird möglich, weil er den Menschen in das Leben seines Geistes hinein nimmt, wie insbesondere auch die Makarios fälschlicherweise zugeschriebenen Homilien betonen, deren wirkliche Verfasser unbekannt sind:

„Gott hat es gefallen, uns die Teilhabe an seinem göttlichen Wesen zu gewähren. [...] Es hat ihm in seiner unbegrenzten, unbeschreiblichen und unfassbaren Liebe und seinem zärtlichen Mitfühlen gefallen, in diesem Werk seiner Hände zu wohnen.“

Besonders einflussreich bis in die heutige Dogmatik der orthodoxen Kirchen wurde die Lehre des Gregor Palamas: Durch die göttliche Gnade erfüllt das Licht den Geist und die Seele und es vollzieht sich eine vollkommene Perichorese des Schöpfers mit seinem vergöttlichten Geschöpf. Der Mensch wird zu einem Instrument des Heiligen Geistes, weil er mit der Energie erfüllt wird, die mit der Energie der vergöttlichenden Wesenheit identisch ist.

## Karl Barth
Nach Karl Barth ist Gottes Sein konkret zu denken. Danach ist Gott ereignishaft ein distinguiertes und in sich selbst differenziertes Sein. Vater, Sohn und Heiliger Geist sind in dem Maße unterschieden voneinander, als sie aufeinander bezogen sind. Die Selbstbezogenheit des göttlichen Seins ist in den Beziehungen der drei göttlichen Seinsweisen zueinander begründet. Sie ist als Gemeinschaft zu denken, in der das Sein Gottes konkret geschieht. Diese Gemeinschaft ist durch die vollständige Teilnahme jeder Seinsweise an den anderen Seinsweisen gegeben. Sein und Werden sind hier ursprünglich beieinander. Die konkrete Einigkeit des Seins Gottes ist die Einheit des Einsseins, das immer auch ein Einswerden ist. Die Bezogenheit der Seinsweisen aufeinander geschieht als Teilnahme aneinander: als Perichorese. Es handelt sich um ein Ineinanderschreiten, durch das ein Einschreiten einer Seinsweise gegen eine andere ausgeschlossen wird. Nach Barth bewirkt die Perichorese,

„[...] dass die göttlichen Seinsweisen sich gegenseitig so vollkommen bedingen und durchdringen, dass eine auch immer in den beiden anderen wie die beiden anderen auch in ihr stattfinden.“

Der Sinn der Lehre von der Perichorese ist es, die Einigkeit der Seinsweisen Gottes unter sich als Konkretheit des Seins Gottes zu verstehen. Der Einigkeit des Vaters, des Sohnes und des Geistes unter sich entspricht ihre Einigkeit nach außen. Gottes Sein ist als Ereignis zu verstehen. Er offenbart sich als Vater, Sohn und Geist, weil er Gott als Vater, Sohn und Geist ist. In der Selbstbezogenheit von Gottes Sein geben sich die göttlichen Seinsweisen einander hin. Dadurch wird die Hingabe Gottes, in der er der Unsrige ist, ermöglicht und im Voraus abgebildet. Für Karl Barth ist das Sein Gottes als geschichtliches Ereignis konkret im Offenbarsein Gottes. Zur Gemeinschaft Gottes mit den Menschen kommt es in der Selbstmitteilung Gottes. Dabei sind alle drei göttlichen Seinsweisen am Werk. Gottes Sein kann nur aus seinem Wirken als Offenbarer, Offenbarung und Offenbarsein und damit in der Unterschiedenheit dreier Seinsweisen Gottes verstanden werden, wie sie in der Unterschiedenheit der Werke der Schöpfung, der Versöhnung und der Erlösung expliziert wird.

## Jürgen Moltmann
Nach der Trinitätstheologie Moltmanns verbindet die Perichorese auf geniale Weise die Dreiheit und die Einheit, ohne die Dreiheit auf die Einheit zu reduzieren oder die Einheit in die Dreiheit aufzulösen. In der ewigen Perichorese der trinitarischen Personen liege die Einigkeit der Dreieinigkeit. Das perichoretische Gottesleben sei der Grund für das Eingreifen des dreieinigen Gottes in die Geschichte und in die Schöpfung.

„In der Kraft ihrer ewigen Liebe existieren die göttlichen Personen so intim miteinander, füreinander und ineinander, dass sie sich selbst in ihrer einmaligen, unvergleichlichen und vollständigen Einheit konstituieren. [...] Die innertrinitarischen Relationen und die trinitarische Perichorese verhalten sich komplementär zueinander.“

Die perichoretische Einheit des dreieinigen Gottes sei in dieser Hinsicht eine einladende und vereinigende Einheit. Sie sei damit auch eine menschen- und weltoffene Einheit. Das Verhältnis der göttlichen Personen sei so weit, dass die ganze Welt darin Raum habe.

## Hans Urs von Balthasar
Auch Hans Urs von Balthasar versteht die Trinität Gottes perichoretisch. Dabei verwendet er ein dialogisches Modell, mit dem er sich von Hegels Dialektik abgrenzt: Während die Dialektik das Andere zur Negation des Einen mache, um dann beide in einer höheren Synthese zusammenzufassen, werde dem Anderen im Dialog anerkennend begegnet. Das Andere bleibe als solches unüberwunden, es werde bleibend stehen gelassen. Diese Begegnung als Liebe wolle prinzipiell an kein Ende kommen. Trinitarischer Selbstvollzug werde so zum Vollzug des wechselseitigen Weiterschenkens des einen Gottseins. Die Wesenheit der Personen Vater, Sohn und Heiliger Geist lasse sich als ihr Ineinandersein, ihre circumincessio beschreiben. Dieses Ineinandersein ist personal und zugleich wesenhaft. In den Hervorgängen und in der Perichorese hält sich das eine göttliche Sichgeben durch: Gott ist Liebe (vgl. 1. Johannes 4,16 ). In dem Liebe-Sein Gottes sind die Personen als Relationen kraft ihres Seins. Das Wesen Gottes ist kein starrer Identitätsblock. Es ist ein Übergang:

„[...] ein sich im Vater Mitteilendes, im Sohn Empfangenes, von Vater und Sohn gemeinsam dem Geist Geschenktes, von Sohn und Geist Verdanktes. 

Gottes Wesen ist nicht außerhalb dieses Vorgangs von Hervorbringend und Hervorgebracht.“

Das Wesen Gottes wird durch die Personen also nicht in drei verschiedene Existenzformen aufgeteilt. Die eigene relationale Subsistenz der Personen teilt das Wesen Gottes als das eine Gottsein mit. Die Personen sind voneinander allein relational unterschieden, nicht aber real. Dem göttlichen Wesen sind die Personen inhärent, indem sie es in sich tragen und besitzen.

## Gisbert Greshake
Gisbert Greshake beschreibt die göttliche Einheit so, dass in und mit jeder Person die anderen mitgegeben sind, ohne dass diese ihre Einmaligkeit verlieren. Jede Person hat ihr ganzes Sein nur von den anderen her und auf die anderen hin. Ihr eigenes Sein wird in und durch die anderen vermittelt. Jede einzelne Person kann nicht ohne die anderen gedacht werden und ist nicht ohne diese. Das Ganze des Beziehungsgefüges wie auch die übrigen Personen sind in jeder einzelnen Person präsent. Gerade dies wird durch den traditionellen Begriff der Perichorese zum Ausdruck gebracht.
Perichorese wird so zu einem trinitarischen Wechselspiel der Liebe. In deren Rhythmik ist jede Person nur in der anderen sie selbst. Im Vollzug des eigenen Personseins bringt sie die anderen Personen in sich ein und umfängt sie. Greshake vergleicht die göttliche Communio mit einem Spiel, das in der göttlichen Liebe stattfinde. Jede Person spiele es ganz, aber nicht allein und für sich. Das perichoretische Spiel entpuppe sich konkret als Tanz, in dem sich die Liebenden umtanzen. In der wechselseitigen Bezogenheit der Personen aufeinander sind sowohl die Einheit als auch die Unterschiedenheit der Personen begründet:

„Die trinitarische gegenseitige Durchdringung (perichoresis) ist der grundlegende und höchste Archetyp des Lebens als Gemeinschaft, wo Einheit und Unterschiedlichkeit völlig und gleichzeitig zum Ausdruck kommen.“